# Ciarán de Clonmacnoise
São Ciarán de Clonmacnoise (c. 516 – c. 549), supostamente nascido como Ciarán mac an tSaeir foi um dos Doze Apóstolos da Irlanda e o primeiro abade de Clonmacnoise. Ele é por vezes referido como Ciarán o Jovem para o distinguir de São Ciarán o Velho, que foi bispo de Osraige. O seu nome é produzido em muitas variantes diferentes, incluindo Ceran, Kieran e Queran.

## Biografia

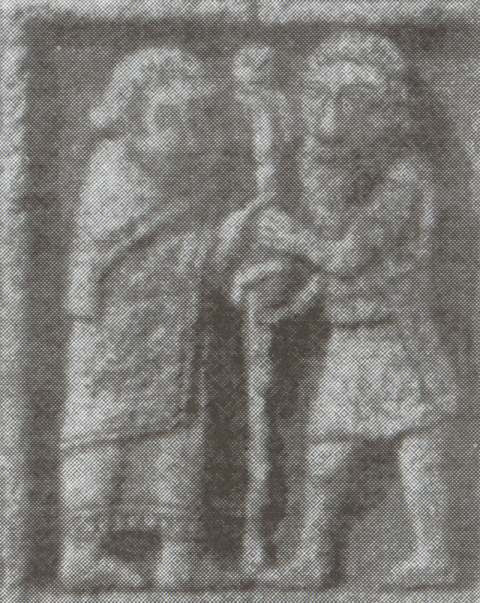
Ciarán (esquerda) e Diarmait mac Cerbaill representados na Cruz das Escrituras, segurando um bastão na fundação de Clonmacnoise.

Ciarán nasceu por volta de 516 no condado de Roscommon, Connacht, na Irlanda. O seu pai era carpinteiro. Ainda jovem, Ciarán trabalhou com gado.
Ele foi um dos estudantes de Finiano de Clonard e, posteriormente, tornou-se ele próprio um professor. Columba de Iona disse que Ciarán "era uma lâmpada, brilhando com toda a luz do conhecimento". Por volta de 534, ele deixou Clonard e foi para Inishmore, onde estudou sob a instrução de Enda de Aran, que o ordenou padre e aconselhou-se a construir uma igreja e um mosteiro no meio da Irlanda. Mais tarde, ele viajou para Senan na Ilha Scattery, por volta de 541. Em 544 ele finalmente assenta em Clonmacnoise, onde ele funda o Mosteiro de Clonmacnoise juntamente com dez companheiros. Como abade, ele trabalhou nos primeiro edifícios do mosteiro; contudo, ele faleceu sete meses depois devido à praga, quando ainda estava na casa dos 30. O dia 9 de Setembro é o dia no qual é celebrado.

## Legado

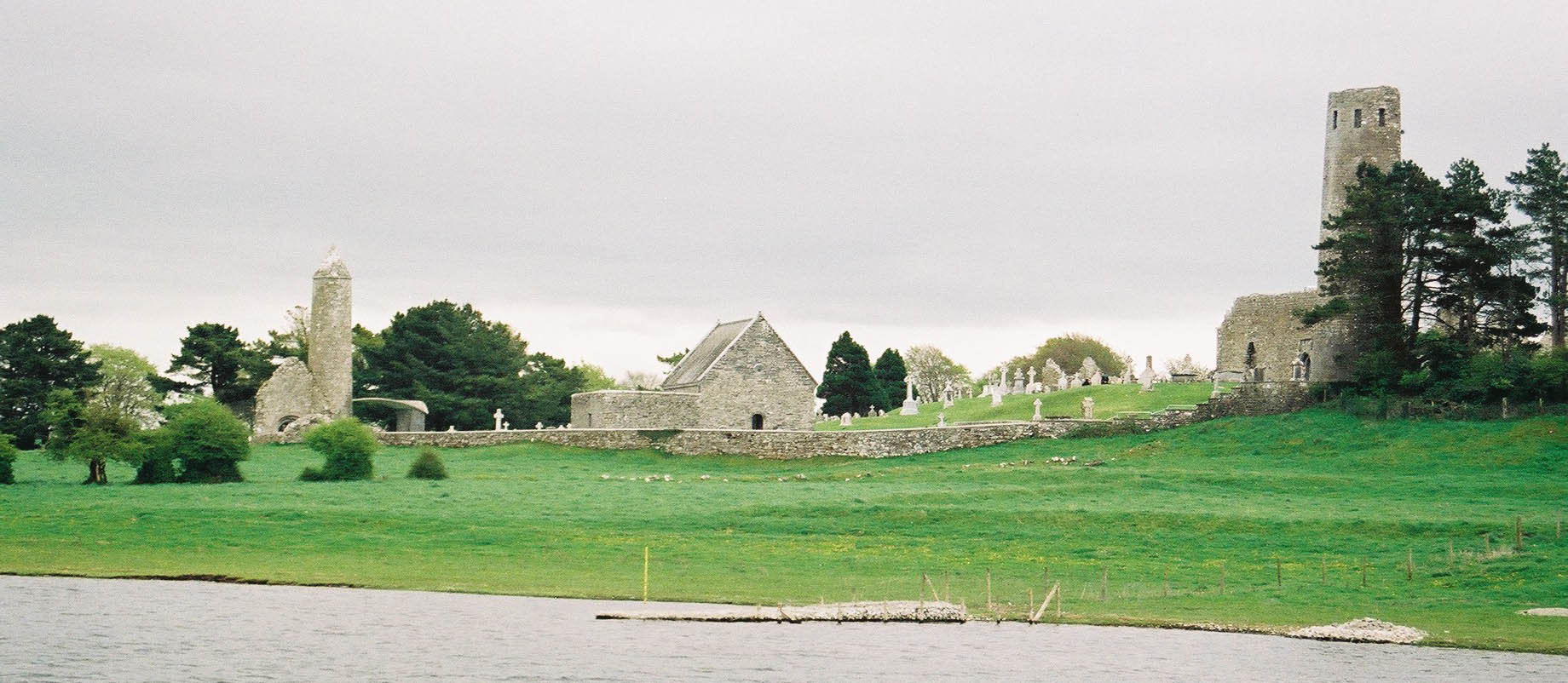
Clonmacnoise vista a partir do rio

O mosteiro em Clonmacnoise tornou-se um dos centros de aprendizagem e religião mais importantes do centro da Irlanda. Algo fora do comum, o título de abade - que incluía o título "Comarba de São Ciarán" - na comunidade não era hereditário, algo que refletia as origens humildes do seu fundador. Este mosteiro sobreviveu aos ataques dos viquingues e às guerras anglo-normandas, e foi apenas destruído durante a Dissolução dos Mosteiros, em 1552. As suas ruínas ainda existem, e continuam a ser um centro de atividades cívicas e religiosas.

Os tesouros do santuário de Ciarán foram dispersados durante a era medieval, embora o báculo de Clonmacnoise ainda exista e esteja guardado no Museu Nacional da Irlanda.